# Rivolte di Hong Kong del 1967
Le rivolte di Hong Kong del 1967 (dette anche rivolte comuniste di Hong Kong del 1967) fu una serie di rivolte su larga scala tra il governo di Hong Kong e i comunisti locali e loro simpatizzanti.
Durante l'organizzazione di uno sciopero ordinario, crebbero le tensioni tra i dimostranti e il governo coloniale britannico. I dimostranti vennero repressi violentemente dalla polizia di Hong Kong.
Ispirati agli eventi nella Repubblica Popolare Cinese, i manifestanti di sinistra chiesero degli scioperi di massa mentre la polizia cercava di sopprimerne i tentativi e di porre agli arresti i capi del movimento.
Le rivolte divennero ancora più violente quando i manifestanti diedero vita a veri e propri attacchi terroristici, posizionando ordigni veri e simulati nella città e uccidendo diversi membri della stampa locale che esprimevano opposizione alla violenza.

## Le tensioni
Le prime rivolte e rimostranze furono di carattere lavorativo ed iniziarono all'inizio di marzo del 1967 a bordo di traghetti, taxi, nelle industrie tessili e cementizie ed in particolare nelle fabbriche di fiori artificiali di Hong Kong, dove vi erano in totale 174 iscritti ai sindacati di sinistra. I sindacati di Hong Kong erano profondamente legati a Pechino.
Nel clima politico di tensione a Hong Kong nella primavera del 1967, al confine nord della colonia britannica, verso la Cina, anche il confine era in subbuglio. La Guardia Rossa cinese portò avanti delle purghe mentre l'incidente del 3 dicembre promosso dai comunisti scoppiò nella colonia portoghese di Macao, poco più ad ovest di Hong Kong, nel dicembre del 1966.
Nonostante l'intervento dell'esercito portoghese, a Macao l'ordine non riuscì ad essere ristabilito e dopo lo sciopero generale del gennaio del 1967, il governo portoghese si accordò per cedere alle richieste dei comunisti, ponendo de facto la colonia sotto il controllo della Cina. La tensione a Hong Kong crebbe ulteriormente anche a causa della Rivoluzione Culturale della Cina. In breve tempo scoppiarono contemporaneamente più di 30 rivolte.

## Esplosione delle violenze
Nel maggio di quell'anno, scoppiò una disputa tra lavoratori in una fabbrica di fiori artificiali di San Po Kong.
I lavoratori iniziarono a realizzare dei picchetti fuori dalla fabbrica e il 6 maggio iniziarono gli scontri con la polizia. Nel corso di queste attività 21 lavoratori vennero arrestati e molti rimasero feriti.
Il giorno successivo, scoppiarono delle rivolte su vasta scala per le strade di Hong Kong. Molti pro-comunisti recitavano slogan tratti dal Libretto rosso di Mao. Le forze di polizia di Hong Kong ingaggiarono una lotta serrata coi dimostranti arrestando altre 127 persone. Venne imposto il coprifuoco.
Nella Repubblica Popolare Cinese, i giornali lodarono l'intento dei rivoltosi, definendo il governo coloniale inglese come colpevole di "atrocità fasciste".
Il 22 agosto, a Pechino, migliaia di persone dimostrarono fuori dall'ufficio del chargé d'affaires britannico prima che la Guardia Rossa si desse ad attaccare l'edificio principale del complesso, incendiandolo.
Nel distretto centrale di Hong Kong, vennero posti dei grandi altoparlanti sul tetto della Banca di Cina per poter fare della propaganda pro-comunista, spingendo le autorità inglesi a reagire. Vennero posti dei manifesti ai muri della città con slogan come "Sangue al sangue", "Ci avete stufato maiali dalla pelle bianca", "Friggete i cani gialli", "Abbasso l'imperialismo inglese" e "Impiccate David Trench", in riferimento al governatore di allora. Gli studenti distribuirono dei giornali informativi al pubblico con le attività di rivolta in atto.
Il 16 maggio, venne composta una commissione comunista per la prosecuzione della lotta contro le forze inglesi a Hong Kong. Yeung Kwong delle trade unions di Hong Kong venne nominato suo presidente. La commissione organizzò e coordinò una serie di dimostrazioni su vasta scala. Centinaia di sostenitori di 17 differenti organizzazioni dimostrarono fuori dal palazzo del governatore, cantando degli slogan comunisti.
Altre violenze si ebbero il 22 maggio dove altre 167 persone vennero arrestate. I rivoltosi iniziarono dunque a perseguire delle tattiche più sofisticate come ad esempio il lancio di pietre contro la polizia o contro i veicoli di passaggio.

## Il picco della violenza
L'8 luglio, centinaia di dimostranti cinesi, tra cui i membri della Milizia Popolare, attraversarono la frontiera a Sha Tau Kok e attaccarono la polizia di Hong Kong, con cinque morti e undici feriti nel primo breve scambio a fuoco. Il Quotidiano del Popolo di Pechino iniziò una serie di editoriali a supporto delle rivolte di sinistra ad Hong Kong; iniziò a diffondersi l'idea che la Cina avrebbe ben presto preso il controllo della colonia. Venne proclamato un nuovo sciopero generale e si tentò di persuadere i poliziotti di etnica cinese ad Hong Kong ad aderire alla causa pro-comunista, ma senza successo.
Il governo britannico di Hong Kong impose dei regolamenti d'emergenza, garantendo alla polizia dei poteri speciali nel tentativo di fermare le rivolte. I giornali di sinistra vennero banditi, molti pensatori e capi di sinistra vennero arrestati e poi deportati in Cina.
La vendetta dei rivoltosi consistette nel piazzare altre bombe in tutta la città, vere o presunte tali. La vita quotidiana ne uscì stravolta e si verificarono anche i primi incidenti. Una bambina di soli otto anni, Wong Yee Man, e il suo fratellino di due anni, Wong Siu Fan, rimasero uccisi dall'esplosione di una bomba in forma di giocattolo appena fuori dalla loro casa. Gli esperti della polizia di Hong-Kong disinnescarono in tutto 8000 ordigni fatti in casa, di cui per fortuna solo 1100 si dimostrarono essere perfettamente funzionanti. Queste divennero note come "bombe ananas".
Il 19 luglio, i comunisti crearono delle difese col filo spinato attorno all'edificio della Banca di Cina (di proprietà del governo cinese).
Per tutta risposta, la polizia razziò le basi comuniste, tra cui la Kiu Kwan Mansion. In uno di questi raid, alcuni elicotteri provenienti dalla HMS Hermes – una portaerei della Royal Navy – calarono alcuni poliziotti sul tetto di un edificio. Dopo essere entrati nell'edificio, la polizia scoprì bombe e armi oltre ad un "ospedale" completo con dispensario ed un teatro funzionante.
La protesta pubblica contro le violenze venne riportata dai media, e pertanto i comunisti cambiarono nuovamente tattica operativa. Il 24 agosto, Lam Bun, un popolare commentatore radio anti-comunista, venne assassinato da una squadra di comunisti, bruciato nella sua macchina.
Altre figure importanti dei media che davano voce all'opposizione al movimento vennero minacciate, tra cui Louis Cha, allora presidente del giornale Ming Pao, che lasciò Hong Kong per quasi un anno per poi farvi ritorno.
Gli attacchi con bombe non cessarono sino al dicembre del 1967. Nel dicembre di quello stesso anno, il premier cinese Zhou Enlai ordinò ai gruppi di sinistra di Hong Kong di fermare la produzione di bombe e le rivolte a Hong Kong alla fine vennero meno. Le rivolte erano durate in tutto 18 mesi.
Si seppe solo dopo la fine delle rivolte che, intendendo sfruttare la confusione creata, l'Armata di Liberazione Popolare nella regione di Guangzhou sotto il comando di Huang Yongsheng (uno dei principali alleati di Lin Biao) aveva suggerito segretamente di invadere ed occupare Hong Kong, ma questo piano venne categoricamente vietato da Zhou Enlai.

## Conseguenze

### Perdite
Dall'inizio delle rivolte alla loro fine, 51 persone rimasero uccise, di cui 15 a causa di attacchi con bombe, oltre a 832 feriti e 4979 persone arrestate, di cui poi alla fine solo 1936 vennero imprigionate. I danni alle proprietà ammontarono a milioni di dollari, molto più di quanto accumulato dalla città nelle rivolte del 1956. Molti furono i residenti che decisero di emigrare altrove per maggiore sicurezza.

### I gruppi comunisti
Molti gruppi popolari e politici di sinistra finirono distrutti durante le rivolte del 1967. In particolare l'assassinio del commentatore radiofonico Lam Bun, oltraggiò molti residenti di Hong Kong. La credibilità della Repubblica Popolare Cinese e di quanti la appoggiavano venne localmente danneggiata pesantemente per più di una generazione.

### Nuovi gruppi comunisti
Alcuni di coloro che presero parte alle rivolte del 1967 ripresero il piede della politica a Hong Kong negli anni '90 del Novecento. Tsang Tak-sing, sostenitore del partito comunista e partecipante alle rivolte, divenne successivamente il fondatore del partito pro-Pechino Alleanza Democratica e Progresso per Hong Kong. Assieme a suo fratello Tsang Yok-sing, continuarono la diffusione del marxismo a Hong Kong.
Nel 2001, Yeung Kwong, attivista filo-comunista degli anni '60, ottenne la Grand Bauhinia Medal da Tung Chee-hwa, un gesto simbolico che invece rialzò le controversie sul ruolo delle rivolte per Hong Kong.
Nel 2017, centinaia di persone che avevano preso parte alle rivolte del 1967 vennero elevati ad eroi nella cerimonia che si tenne al cimitero pubblico di Wo Hop Shek in occasione del 50º anniversario della rivolta. Molti ancora nel 2017 definivano le rivolte come un "atto patriottico contro la tirannia coloniale inglese".

### Riforme sociali
Le rivolte di Hong Kong del 1967 portarono a delle riforme sociali a Hong Kong portate avanti da David Trench, seppur a malincuore.